# Crayon Pop
Crayon Pop (hangul: 크레용팝) – południowokoreański zespół utworzony w 2012 roku przez Chrome Entertainment. W pełny skład grupy wchodziło pięć członkiń: Guemmi, Ellin, Soyul oraz bliźniaczki Choa i Way. Zespół zadebiutował w lipcu 2012 r., prezentując piosenkę „Saturday Night” w programie muzycznym M Countdown, a szczytową popularność osiągnął po wydaniu singla „Bar Bar Bar” w 2013 roku. W czerwcu i lipcu 2014 grupa pełniła rolę supportu podczas trasy koncertowej Lady Gagi ArtRave: The Artpop Ball. W październiku tego samego roku dwie siostry zadebiutowały razem jako podgrupa Strawberry Milk. Najmłodsza z członkiń, Soyul, opuściła zespół w maju 2017.

## Historia

### Przed debiutem
Zespół pierwotnie nazywał się Hurricane Pop, a w jego skład wchodziły Serang (Yang Se-hyeon), Geummi (Baek Bo-ram), Ellin (Kim Min-young), Choa (Heo Min-jin) i Soyul (Park Hye-kyeong). Hwang Hyun-chang, założyciel agencji Chrome Entertainment, nie rozważał kandydatek o uwodzicielskim wyglądzie lub wzroście przekraczającym 165 cm, kierując się chęcią utworzenia „grupy o wizerunku zwykłych dziewczyn z sąsiedztwa”.
Jako Hurricane Pop grupa nagrała swoją pierwszą piosenkę pt. „Bing Bing”, którą miała okazję zaprezentować na żywo w styczniu 2012 w Hangzhou. Powstał również teledysk do niej, jednak po jego nakręceniu Serang zrezygnowała z członkostwa w zespole. Jej miejsce zajęła Way, która do tej pory była członkiem zespołu indie N.Dolphin. Na krótko przed debiutem nazwa grupy została zmieniona na Crayon Pop, gdyż uznano, że „Hurricane Pop” mogłoby brzmieć niestosownie w obliczu japońskich tsunami.

### 2012: Debiut

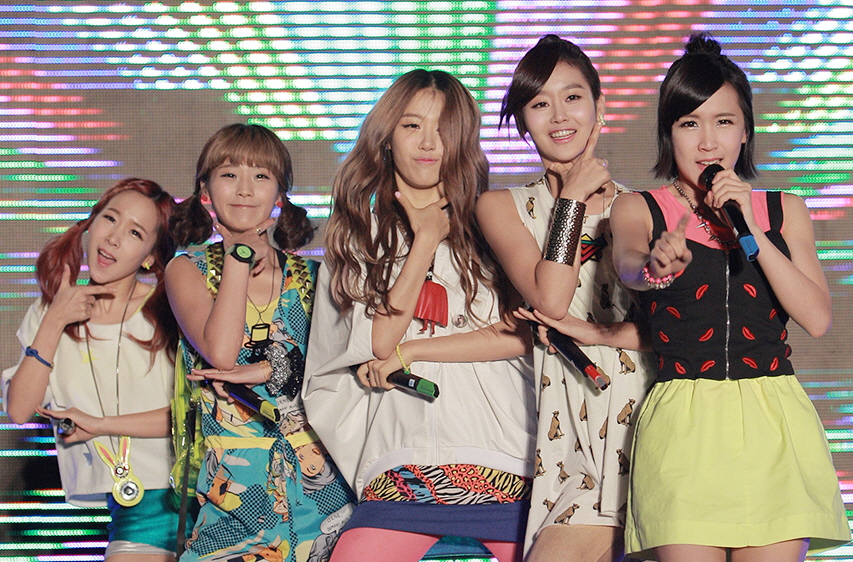
Crayon Pop śpiewając „Saturday Night” we wrześniu 2012

Zespół nagrał nowe teledyski do piosenki „Bing Bing” w Japonii w maju 2012. Zostały one opublikowane w wersji koreańskiej i japońskiej w czerwcu tego samego roku. Teledysk do piosenki pt. „Saturday Night” ukazał się 17 lipca, zaś pierwszy minialbum grupy, Crayon Pop 1st Mini Album, wydany został przez dystrybucję cyfrową 18 lipca i zawierał obydwa utwory zespołu. Oficjalny debiut miał miejsce 19 lipca w programie muzycznym M Countdown, gdzie grupa zaprezentowała piosenkę „Saturday Night”. Debiutancki album nie odniósł sukcesu, lecz okazał się nierentowny i wyczerpał budżet agencji.
Crayon Pop wydał 24 października 2012 r. album o nazwie Dancing Queen, który poza tytułowym utworem zawierał także zremiksowaną wersję „Bing Bing”. W celu wyróżnienia się spośród innych grup piosenkarki zdecydowały się występować w sportowych dresach. Zespół nie miał wielu okazji, by pojawiać się w programach muzycznych, w związku z czym grupa starała się promować utwór „Dancing Queen” przez występy uliczne w centralnych dzielnicach Seulu. Agencja Chrome Entertainment kręciła też odcinkowy program internetowy poświęcony zespołowi – Crayon Pop TV.

### 2013: „Bar Bar Bar”
Crayon Pop zorganizował niewielki koncert 6 stycznia 2013 roku w Shibui, Tokio. Bilety stały się dostępne 11 grudnia 2012 i zostały wyprzedane w niecałą godzinę. W odpowiedzi agencja ogłosiła, że w późniejszym terminie odbędzie się kolejny koncert w Japonii – miał on miejsce 22 lutego w Osace. Chrome Entertainment poinformowało fanów o nowej członkini o pseudonimie Arisa, która miała towarzyszyć grupie podczas jej występów w Japonii, ostatecznie jednak nigdy nie pojawiła się ona na scenie. Trzeci koncert odbył się 19 maja, ponownie w Shibui.

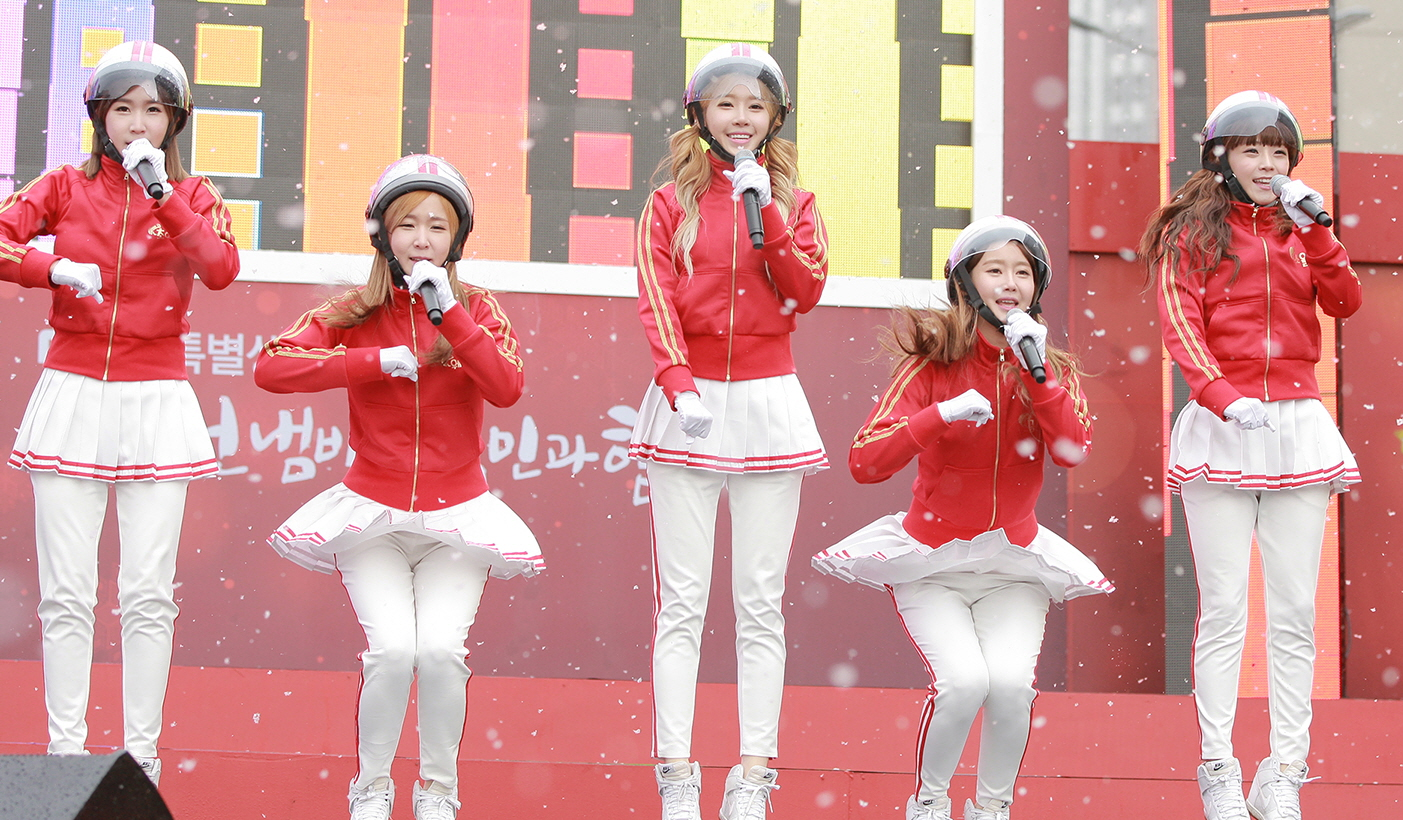
Crayon Pop tańczący do „Bar Bar Bar” w grudniu 2013

8 czerwca Crayon Pop w ramach zapowiedzi nadchodzącego singla po raz pierwszy zaprezentował przed widownią choreografię do „Bar Bar Bar”. Charakterystycznym elementem tańca było rytmiczne, naprzemiennie podskakiwanie piosenkarek z ugiętych kolan, zaś ich ubiór składał się ze skuterowych kasków, koszulek polo, dresowych spodni i spódniczek. Piosenka w formie elektronicznej ukazała się 20 czerwca. Wydany do niej teledysk o budżecie wynoszącym zaledwie 380 tys. wonów zdobył dużą popularność w internecie, osiągając ponad 40 mln wyświetleń w serwisie YouTube.
Wraz z rosnącą popularnością utworu, „Bar Bar Bar” piął się w notowaniach list przebojów, górując w większości koreańskich rankingów. Piosenka utrzymała się na czołowych pozycjach listy Korea K-Pop Hot 100 magazynu „Billboard” przez ponad miesiąc, trafiając ostatecznie na jej szczyt. Utwór zajął też pierwsze miejsce w programie Music Bank 30 sierpnia, pokonując singel „Growl” zespołu Exo. Według dyrektora agencji Chrome Entertainment, „Bar Bar Bar” w ciągu roku od premiery przyniósł dochód sięgający 2 mln dolarów.
W efekcie grupa zyskała wiele okazji, by pojawiać się przed publicznością. Wystąpiła 9 sierpnia na 23. międzynarodowym festiwalu piwa w Qingdao, w Chinach, oraz 25 sierpnia na festiwalu KCON w Los Angeles. Zespół zorganizował 30 października darmowy koncert o nazwie 1st POPCON in Seoul, na który zaproszonych zostało również kilkoro innych wykonawców. Kolejny, 2nd POPCON in Tokyo, odbył się 15 listopada i przyciągnął ponad 2000 fanów. W listopadzie Sony Music zasponsorowało grupie tygodniowy wyjazd do Sydney, gdzie zorganizowano m.in. dwa rozdania autografów. Crayon Pop pojawił się również w kilku australijskich programach telewizyjnych oraz odbył publiczny występ przed Operą w Sydney. Zespół wydał później album zdjęciowy z Australii.
Pod koniec roku Crayon Pop wypuścił świąteczny singel zatytułowany „Lonely Christmas”. Ukazał się on 26 listopada, zaś teledysk do niego opublikowany został 1 grudnia. Zespół zaprezentował piosenkę w programie M Countdown 5 grudnia i kontynuował promowanie jej do końca miesiąca.

### 2014:Uh-ee, trasa koncertowa z Lady Gagą
5 lutego 2014 roku Crayon Pop i Kim Jang-hoon wydali razem w ramach projektu dobroczynnego utwór pt. „Hero”. Wszystkie środki uzyskane dzięki piosence przekazane zostały na finansowanie stypendiów i datki dla rodzin strażaków, którzy stracili życie w trakcie służby. Artyści zorganizowali także dwa darmowe koncerty, by podnieść na duchu obecnych na widowni strażaków z najbliższymi i wyrazić wdzięczność za ich poświęcenie.

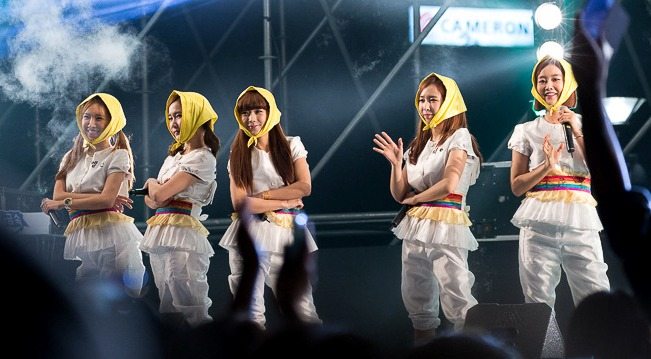
Crayon Pop w kostiumach scenicznych do „Uh-ee”, sierpień 2014

1 kwietnia zespół wypuścił singel pt. „Uh-ee”, stanowiący połączenie muzyki trot i electro house. Teledysk do utworu osiągnął ponad milion wyświetleń w serwisie YouTube w ciągu jednego dnia. Piosenka zajęła 8. miejsce na liście K-Pop Hot 100 magazynu „Billboard”. Okres promowania jej, rozpoczęty 3 kwietnia występem w M Countdown, zakończył się przedwcześnie z powodu katastrofy promu Sewol.
20 czerwca Crayon Pop wydał na potrzeby emitowanego przez KBS2 serialu Lovers of Music utwór pt. „Hey Mister” – piosenka rozbrzmiewała podczas jego napisów końcowych. W lipcu Choa zadebiutowała jako aktorka w serialu Hi! School – Love On, do którego zespół nagrał utwór pt. „C’mon C’mon”, pełniący rolę ścieżki dźwiękowej. W 2014 roku miała też miejsce premiera filmu animowanego Lego: Przygoda, do którego Crayon Pop nagrał koreańską wersję piosenki „Życie jest czadowe” („모든 것이 멋져”).
Od 26 czerwca do 22 lipca Crayon Pop uczestniczył w trasie koncertowej Lady Gagi o nazwie ArtRave: The Artpop Ball, pełniąc rolę supportu. Zespół odwiedził w jej trakcie dwanaście północnoamerykańskich miast: Milwaukee, Atlantic City, Boston, Montreal, Buffalo, Toronto, Chicago, San Antonio, Houston, Dallas, Las Vegas i Los Angeles. Lady Gaga zaproponowała grupie uczestnictwo we wszystkich 29 koncertach w Ameryce Północnej, jednak zespół zdecydował się uczestniczyć w trasie tylko przez miesiąc, chcąc następnie wrócić do Korei w celu pracy nad swoim albumem. Podczas każdego z 13 koncertów, w których Crayon Pop wziął udział, piosenkarki były na scenie przez 30 minut i zaprezentowały sześć swoich singli. Grupa zorganizowała spotkanie z fanami w Los Angeles 22 lipca.

### 2015:FM, single japońskie

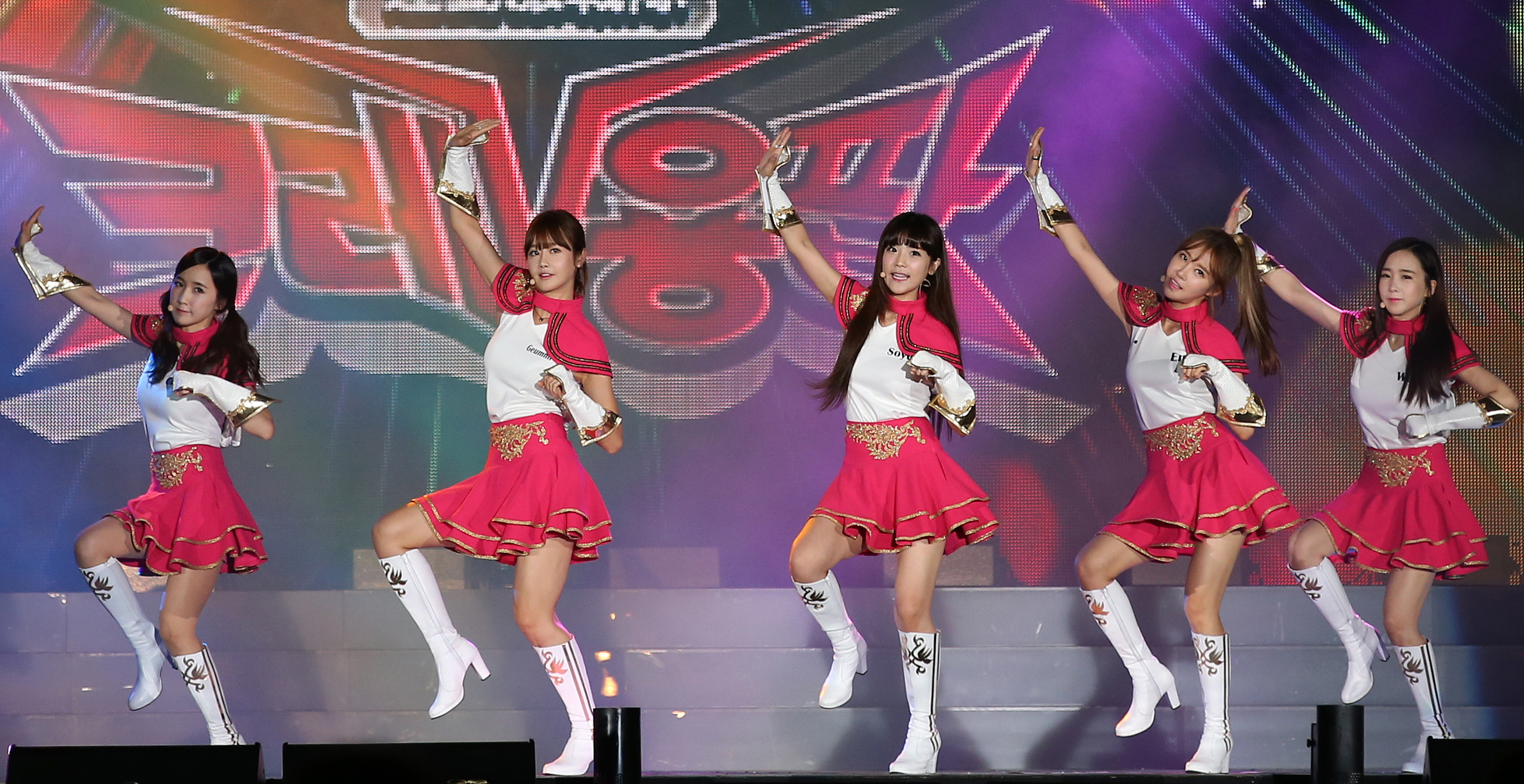
Choreografia do utworu „FM”

Z okazji Chińskiego Nowego Roku Crayon Pop nagrał wraz z chińskim boysbandem DT Boys piosenkę zatytułowaną „123 Happy New Year”. Drugi minialbum grupy, FM, wydany został 27 marca. Teledysk do głównego singla pod tym samym tytułem ukazuje piosenkarki w rolach superbohaterów walczących ze złem, nawiązując do mangi Czarodziejka z Księżyca, serii Halo oraz seriali takich jak Super Sentai lub Power Rangers. Zespół po raz pierwszy zaprezentował swój utwór 19 marca na koncercie K-Pop Night Out at SXSW w Austin, w Teksasie. 4 maja ukazała się piosenka pt. „Sup (Wassup)”, którą Crayon Pop nagrał z Robinem Deiana.
Pierwszy japoński singel grupy pt. „Rarirure” (ラリルレ) wypuszczony został 22 lipca 2015 roku i zajął 25. pozycję w rankingu Oricon. Kolejny, „Dancing All Night”, ukazał się 18 listopada i zajął 21. pozycję.

### 2016:Evolution Pop Vol.1
Pierwszy japoński album studyjny zespołu wydany został 20 stycznia 2016 roku, zajmując tego dnia 11. miejsce w rankingu Oricon. Zawierał obydwa wydane dotychczas single japońskie, jak i japońskie wersje innych utworów grupy nagranych wcześniej po koreańsku. Po jego wypuszczeniu zespół zorganizował trasę koncertową po Japonii o nazwie Crayon Pop 1st Japan Tour 2016, w trakcie której pojawił się w Tokio, Nagoi i Kobe. Nagrania z Nagoi stały się częścią wydanego na DVD wideoalbumu Pop in Japan.
24 sierpnia Crayon Pop pojawił się w utworze meksykańskiego boysbandu CD9 pt. „Get Dumb”, wydanym w dwóch wersjach: anglojęzycznej oraz „K-Mex”, czyli hiszpańsko-koreańskiej. Wersja angielska znalazła się na drugim miejscu listy przebojów meksykańskiego iTunes.

Nie oczekujemy, że „Doo Doom Chit” osiągnie sukces na miarę „Bar Bar Bar”. Mamy tylko nadzieję, że dostanie się do (...) rankingów.

9 września ukazał się w wersji elektronicznej utwór pt. „Vroom Vroom”, będący zapowiedzią nadchodzącego albumu grupy. Pierwszy koreański album studyjny zespołu pt. Evolution Pop Vol.1 wydany został 26 września, a głównym promującym go singlem stał się „Doo Doom Chit”. Tytuł piosenki nawiązuje do koreańskiego memu internetowego – rysunku kota wykonanego metodą ASCII-Art, którego pozę odzwierciedla układ tanieczny do utworu. Po tygodniu promowania albumu Soyul wzięła przerwę od aktywności grupowych, której oficjalnym powodem były dręczące ją zaburzenia lękowe. Pozostała część zespołu kontynuowała w międzyczasie promowanie nowego albumu. 24 listopada Soyul oraz Moon Hee-joon, były piosenkarz zespołu H.O.T., ogłosili przez internet swoje zaręczyny. Niespodziewana wiadomość wywołała duże poruszenie wśród internautów oraz przykuła znaczną uwagę mediów. Para pobrała się w styczniu kolejnego roku.

### 2017: Odejście Soyul i wstrzymanie aktywności
Crayon Pop, wciąż w składzie czteroosobowym, zorganizował 19 lutego w Seulu zamkniętą imprezę o nazwie Winter Party, ufundowaną przez fanów grupy za pośrednictwem internetowego serwisu crowdfundingowego. Uczestnicy projektu wybrać mogli spośród kilku różnych zestawów nagród zależnych od wielkości dotacji, lecz zaproszenie na spotkanie otrzymywały jedynie osoby wpłacające 860,90 $. W czasie trwania projektu 323 uczestników wpłaciło łącznie 52 093,40 $.
Pomimo uprzednich zaprzeczeń ze strony agencji Chrome Entertainment, jakoby ślub Soyul zawarty był pośpiesznie ze względu na nadchodzące dziecko, 8 maja ogłoszono informację, że piosenkarka jest w zaawansowanej ciąży. Cztery dni później wydała ona na świat swoją córkę.
W związku z wygaśnięciem 5-letnich kontraktów członkiń zespołu z agencją, Chrome Entertainment poinformowało fanów grupy, iż Crayon Pop nie zostaje oficjalnie rozwiązany, jednak solowe kariery piosenkarek w branży rozrywkowej powiązane będą z innymi przedsiębiorstwami. Ujawniono też, że Soyul opuściła zespół.

## Członkinie
| Pseudonim   | Pseudonim | Nazwisko i imię | Nazwisko i imię | Data urodzenia       |
| Latynizacja | Hangul    | Latynizacja     | Hangul          | Data urodzenia       |
| ----------- | --------- | --------------- | --------------- | -------------------- |
| Guemmi      | 금미      | Baek Bo-ram     | 백보람          | 18 czerwca 1988(dts) |
| Ellin       | 엘린      | Kim Min-young   | 김민영          | 2 kwietnia 1990(dts) |
| Choa        | 초아      | Heo Min-jin     | 허민진          | 12 lipca 1990(dts)   |
| Way         | 웨이      | Heo Min-sun     | 허민선          | 12 lipca 1990(dts)   |

### Byłe
| Pseudonim   | Pseudonim | Nazwisko i imię | Nazwisko i imię | Data urodzenia    |
| Latynizacja | Hangul    | Latynizacja     | Hangul          | Data urodzenia    |
| ----------- | --------- | --------------- | --------------- | ----------------- |
| Soyul       | 소율      | Park Hye-kyeong | 박혜경          | 15 maja 1991(dts) |

## Podgrupa
Strawberry Milk (kor. 딸기우유) to podgrupa zespołu, w skład której weszły bliźniacze siostry Choa (Heo Min-jin) i Way (Heo Min-sun). Jej utworzenie zostało ogłoszone przez Chrome Entertainment 29 września 2014 roku. Debiutancka płyta pt. The 1st Mini Album wraz z teledyskiem do promującego ją singla „OK” ukazała się 15 października 2014. Na albumie znalazły się łącznie cztery piosenki (oraz ich wersje instrumentalne), w tym napisana i skomponowana przez Way „Let Me Know”.
W kwietniu 2015 roku Choa i Way pojawiły się w utworze Bear Planet „Road” (길), pochodzącym z jego debiutanckiego albumu. Siostry zagrały również główne role w teledysku do utworu. 13 stycznia 2016 roku bliźniaczki wypuściły razem singel pt. „I Hate You” (나가 미워), a 2 lipca ukazał się ich utwór „Always” stanowiący ścieżkę dźwiękową emitowanego przez JTBC serialu telewizyjnego Lustro czarownicy.
Min-jin i Min-sun wypuściły 16 grudnia 2017 r. świąteczną piosenkę pt. „Christmas For You”, nie posługując się już swoimi pseudonimami, lecz nazwiskami.

## Dyskografia
| Koreańskie - Crayon Pop 1st Mini Album (2012) - The Streets Go Disco (2013) - FM (2015) Japońskie - Pop! Pop! Pop! (2014) | Koreańskie - Evolution Pop Vol. 1 (2016) Japońskie - Crayon Pop (2016) |

### Single
| Rok        | Tytuł                                                 | Najwyższa pozycja | Najwyższa pozycja | Sprzedaż          | Album                                         |            |
| Rok        | Tytuł                                                 | KOR               | JPN (Oricon)      | Sprzedaż          | Album                                         |            |
| Koreańskie | Koreańskie                                            | Koreańskie        | Koreańskie        | Koreańskie        | Koreańskie                                    | Koreańskie |
| ---------- | ----------------------------------------------------- | ----------------- | ----------------- | ----------------- | --------------------------------------------- | ---------- |
| 2012       | „Bing Bing”                                           |                   |                   |                   | Crayon Pop 1st Mini Album                     |            |
| 2012       | „Saturday Night”                                      |                   |                   |                   | Crayon Pop 1st Mini Album                     |            |
| 2012       | „Dancing Queen”                                       |                   |                   |                   | Dancing Queen                                 |            |
| 2013       | „Bar Bar Bar (빠빠빠)”                                |                   |                   | - KOR: 1 162 646+ | Bar Bar Bar                                   |            |
| 2013       | „Lonely Christmas (꾸리스마스)”                       |                   |                   | - KOR: 395 240+   | Lonely Christmas                              |            |
| 2014       | „Hero” (wraz z Kim Jang-hoonem)                       |                   |                   |                   | —                                             |            |
| 2014       | „Uh-ee (어이)”                                        |                   |                   | - KOR: 338 952+   | Uh-ee (어이)                                  |            |
| 2014       | „Hey Mister (헤이 미스터)”                            |                   |                   | - KOR: 46 513+    | Lovers of Music OST Part 1                    |            |
| 2014       | „C’mon C’mon (뜬뜬뜬뜬 뜨든뜬)”                       |                   |                   |                   | Hi! School – Love On OST Part 5               |            |
| 2014       | „Love Christmas” (wraz z K-Much, Bob Girls i Zan Zan) |                   |                   |                   | 2014 Chrome Family – A Very Special Christmas |            |
| 2015       | „FM”                                                  |                   |                   |                   | FM                                            |            |
| 2015       | „Sup (Wassup)” (뭐해) (wraz z Robinem Deiana)         |                   |                   |                   | The Artist Diary Project Part 11              |            |
| 2016       | „Vroom Vroom” (부릉부릉)                              |                   |                   |                   | Evolution Pop Vol. 1                          |            |
| 2016       | „Doo Doom Chit” (두둠칫)                              |                   |                   |                   | Evolution Pop Vol. 1                          |            |
| Japońskie  |                                                       |                   |                   |                   |                                               |            |
| 2015       | „Rarirure” (ラリルレ)                                 |                   | 25                |                   | Crayon Pop                                    |            |
| 2015       | „Dancing All Night”                                   |                   | 21                |                   |                                               |            |
| Chińskie   |                                                       |                   |                   |                   |                                               |            |
| 2015       | „123 Happy New Year” (123 新年好) (wraz z DT Boys)    |                   |                   |                   | —                                             |            |
| Angielskie |                                                       |                   |                   |                   |                                               |            |
| 2016       | „Get Dumb” (CD9 wraz z Crayon Pop)                    |                   |                   |                   | —                                             |            |

### Dyskografia Strawberry Milk
Minialbumy
| 2014 | The 1st Mini Album - Wydany: 15 października 2016 - Wytwórnia: Chrome Entertainment, Sony Music - Format: CD, digital download | 8 | - KOR: 4995+ |

Single
| 2014 | „OK”                      | 93 | - KOR: 24 630+ | The 1st Mini Album                        |
| 2016 | „I Hate You” (니가 미워)  | –  |                | VUL Vol.1 니가 미워 (VUL Vol.1 niga miwo) |
| 2016 | „Always” (늘)             | –  |                | Lustro czarownicy OST                     |
| 2017 | „Christmas for you”       | –  |                | –                                         |
| 2019 | „My Universe” (나의 우주) | –  |                | –                                         |